# Vezúvi villák

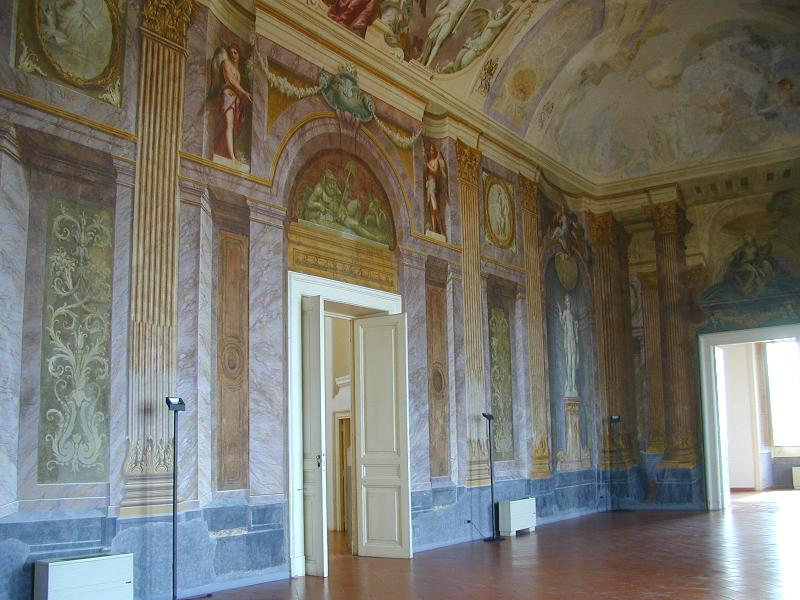
Villa Campolieto

Vezúvi villák a kollektív megnevezése 121 Nápoly környéki nemesi villának és birtoknak. A villák sora Nápoly San Giovanni a Teduccióban kezdődig és Ercolano városáig húzódik.
Az 1700-as Nápoly keleti és délkeleti, a Vezúv lejtőire kapaszkodó része még lakatlan volt. Csak a vulkán tövében elhaladó calabriai út mentén alakultak ki kisebb-nagyobb települések (Portici, Torre Annunziata, Torre del Greco stb.).
1738-ban III. Károly, az első Bourbon uralkodó elrendelte egy új palota építését a várostól öt kilométerre délre, Porticiben. Az erősen erdős táj romantikus hangulatát Herculaneum romvárosának felfedezése csak javította, a füstölgő vulkán pedig különleges hátteret biztosított.
A palota megépítését követően, a 18. században a nápolyi arisztokrácia is elkezdett a környéken építkezni. A villákat, kerteket, udvarokat, teraszokat a kor leghíresebb építészei tervezték: Luigi Vanvitelli, Ferdinando Fuga, Domenico Antonio Vaccaro és Ferdinando Sanfelice. A villák sorát a nápolyiak Miglio d’Oro (arany mérföld) név alatt emlegették.
A villák a vasút megépítésének és az ipar megtelepülésének következtében elhanyagolttá váltak és csak 1971-ben, az olasz kulturális örökség védelmére hozott törvény elfogadása után kezdték felújítani elsősorban a Portici, Ercolano, San Giorgio a Cremano, Torre del Greco, Torre Annunziata városok területén lévő épületeket.
A villák közül a következőket állították helyre:
- Porticiben
  - Bourbon palota – a legnagyobb a villák közül, ma a Nápolyi II. Frigyes Egyetem Mezőgazdasági Karának otthona.

- Ercolanóban
  - Villa Campolieto – 1755-ben építette Luigi Vanvitelli. 1984-ben helyreállították és megnyitották a nagyközönség számára.
  - Villa Ginestre – itt él Giacomo Leopardi, Olaszország legnagyobb romantikus költője.
  - Villa Favorita – Ferdinando Fuga építette Mária Karolina királynő számára. A királynő kedvenc vidéki tartózkodási helye volt, innen származik neve is: favorita jelentése kedvenc.
  - Villa Petti Ruggiero – a Vezúv lejtőjére épült, hatalmas földbirtok veszi körül.

- San Giorgio a Cremanóban
  - Villa Bruno – 18. századi barokk palota a Monteleone nemesi család egykori rezidenciája volt.
  - Villa Tufarelli – 16. századi rezidencia a Tufarelli nemesi család egykori rezidenciája.

- Torre del Grecóban
  - Villa Bruno-Porta
  - Villa del Cardinale
  - Villa Prota – Antonio Vaccaro által tervezett rokokó villa.